# Draaiend Huis (Bobbejaanland)
Het Draaiend Huis is een voormalige attractie van het type madhouse in Bobbejaanland. Het werd geopend in 1982 en afgebroken in 1998.
Het draaiend huis was een klein wit huisje.  De buitenkant van het gebouw draaide volledig om zijn as waardoor buitenstaanders effectief het gehele huis zagen ronddraaien. In het huis was een kooi gebouwd met 16 zitjes. Deze kooi wiegt heen-en-weer. Op de binnenmuren waren allerhande meubilair en voorwerpen geschilderd. De inzittenden zagen de binnenmuren dus ook om hun as draaien. De combinatie van de wiegende kooi en het ronddraaiende huis geeft aan de inzittenden de illusie dat zij ook overkop gaan.
Afbeeldingen